# Экклстоун, Тамара
Тама́ра Э́кклстоун (англ. Tamara Ecclestone, род. 28 июня 1984 года, Милан) — фотомодель, телевизионный комментатор, дочь английского миллиардера Берни Экклстоуна, бывшего владельца «Формулы-1».
В настоящее время[когда?] комментирует трансляцию Red Bull Air Race World Series на Channel 4. Вместе с сестрой Петрой владеет продюсерской телекомпанией.

## Личная жизнь
С 11 июня 2013 года Тамара замужем за брокером Джеем Ратлендом, с которым встречалась 5 месяцев до свадьбы. У супругов две дочери — София Экклстоун Ратленд (род.17.03.2014) и Серена Экклстоун Ратленд (род. 16.09.2020).